# Zimmerbachtal-Hellerbachtal
Koordinaten: 51° 5′ 13″ N, 10° 36′ 45″ O

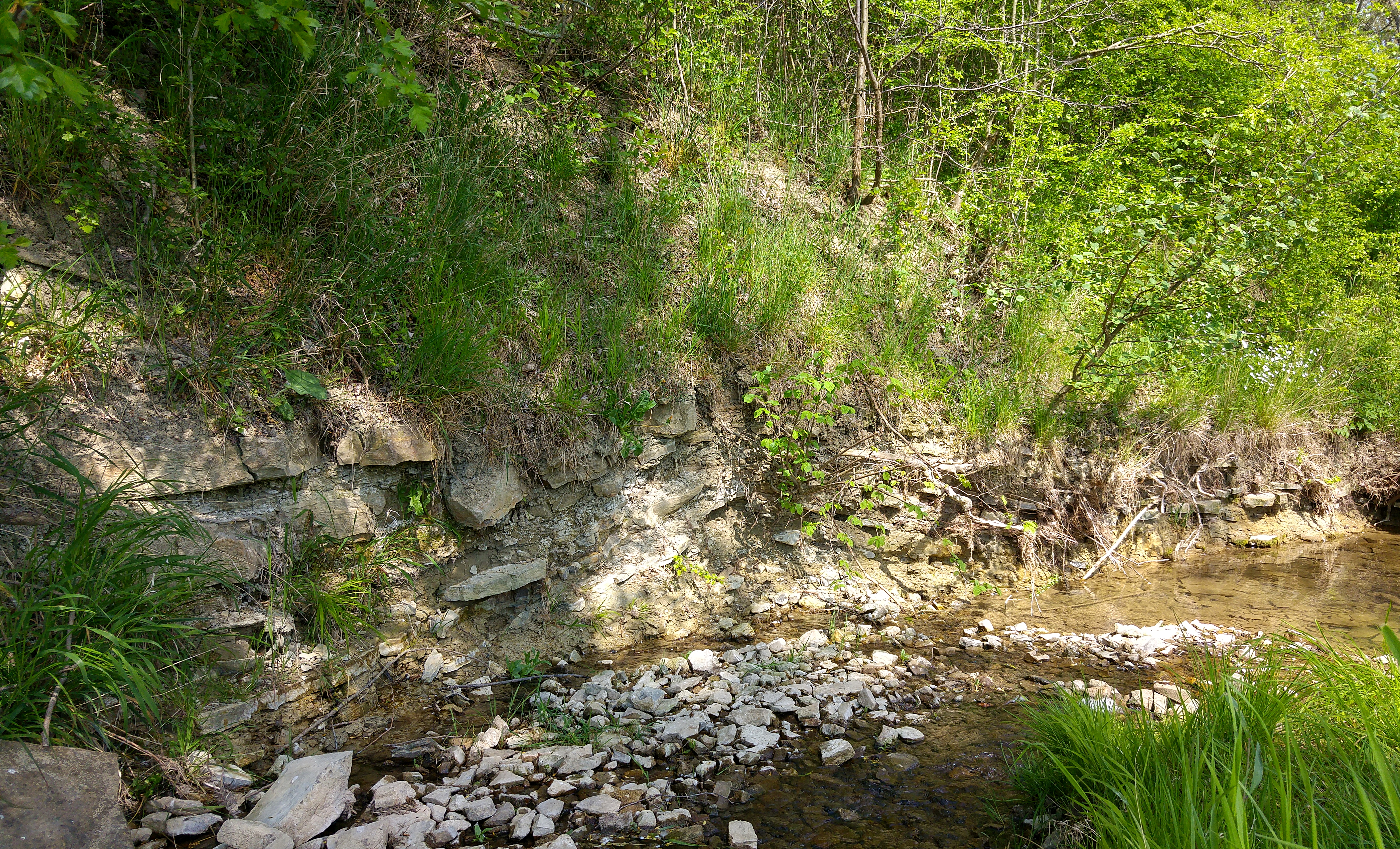
Naturschutzgebiet Zimmerbachtal-Hellerbachtal (Mai 2016)

Das Naturschutzgebiet Zimmerbachtal-Hellerbachtal liegt im Unstrut-Hainich-Kreis in Thüringen. Es erstreckt sich östlich von Zimmern und südwestlich von Ufhoven – beide Ortsteile von Bad Langensalza – entlang des Hellerbaches und des Zimmerbaches. Am östlichen Rand des Gebietes verläuft die B 84, nördlich die Landesstraße L 1042 und nordöstlich die B 247.

## Bedeutung
Das 50,7 ha große Gebiet mit der NSG-Nr. 328 wurde im Jahr 2000 unter Naturschutz gestellt.